# Soulège (ruisseau)
Pour les articles homonymes, voir Soulège.
La Soulège est un ruisseau français, affluent de la Dordogne, qui coule en Nouvelle-Aquitaine, dans le département de la Gironde.

## Géographie
La Soulège prend sa source en Gironde, vers 100 mètres d'altitude, entre les communes de Massugas et Pellegrue, deux kilomètres à l'est du bourg de Pellegrue, près du lieu-dit Chauffepied.
Cette définition du SANDRE est en contradiction avec les usages locaux, qui font naître la Soulège à Landerrouat (vérification commode sur la carte Michelin de l'Aquitaine ou de la France au 1/200.000e, ou sur la Carte d'État-Major ).
Elle conflue avec la Dordogne en rive gauche, en limite des communes de Saint-Avit-de-Soulège et Pessac-sur-Dordogne.
Sa longueur est de 12,6 km.

### Affluents
Le Service d'administration nationale des données et référentiels sur l'eau (SANDRE) et le Système d'Information sur l'Eau du Bassin Adour Garonne (SIEAG) ont répertorié treize affluents et sous-affluents de la Soulège. 
| - Les affluents de la Soulège. |

Dans le tableau ci-dessous se trouvent : le nom de l'affluent ou sous-affluent, la longueur du cours d'eau, son code SANDRE, des liens vers les fiches SANDRE, SIEAG et vers une carte dynamique d'OpenStreetMap qui trace le cours d'eau.